# Ramón Ábila
Ramón Darío Ábila (Córdoba, 14 ottobre 1989) è un calciatore argentino, attaccante dell'Huracán.
È soprannominato Wanchope.

## Carriera

### Club

#### Huracán
Dopo aver giocato con varie squadre di club, nel 2013 si trasferisce all’Huracán.
Debutta l’8 febbraio 2014 nel match di Primera B Nacional 2013-2014 vinto 2-1 contro il Crucero del Norte.
Nel 2014 contribuisce con 14 presenze e 10 reti alla promozione nella massima serie del calcio argentino dell’Huracán}, che arriva ufficialmente in seguito alla vittoria dopo i tempi supplementari contro l’Atl. Tucumán per 4-1, partita in cui l’attaccante realizza il gol della sicurezza del 3-1, laureandosi come capocannoniere del torneo..
Nel 2014 vince con il “Globo” anche la Copa Argentina 2013-2014, in seguito alla vittoria per 1-0 contro il River Plate in finale..
Nel 2015 è uno degli artefici della scalata verso la finale di Coppa Sudamericana 2015, persa poi con i colombiani dell’Ind. Santa Fe,disputando 9 presenze e 5 gol,di cui una al River Plate al Monumental, in occasione della semifinale di ritorno..
Nella stagione 2015-2016 tra Primera División Argentina e Coppa Libertadores disputa 24 partite e realizza 16 reti, confermando la sua vena realizzativa e attirando su di sé gli occhi delle big del continente, tra cui quelli del Boca Juniors. Lascia il club a fine anno dopo 108 partite e 53 reti segnate in tutte le competizioni ufficiali.

#### Cruzeiro
Il 28 giugno 2016 firma per il Cruzeiro.In due anni disputa 60 partite, conteggiando tutte le competizioni e 25 gol.
Il primo arriva il 20 Luglio 2016 nel match di Copa Brasil 2016, vinto 2-1 contro il Vitória..

#### Boca Juniors
Nel 2017 il Boca Juniors acquista il 50% del suo cartellino, pagando 1,7 milioni di dollari al Cruzeiro per poi cederlo per 6 mesi in prestito all’Huracán.
Scaduto il prestito, nel mese di gennaio del 2018 ritorna al Boca, sostituendo gerarchicamente il posto occupato fino a quel momento da Walter Bou, che intanto passa in prestito al Vitória.
Debutta ufficialmente con i gialloblu l’11 Febbraio in occasione della vittoria per 1-0 contro il Temperley..Nella prima annata disputa 24 partite e 14 reti, la gran parte da subentrato e vince il campionato mentre in Coppa Libertadores il sogno si infrange in finale contro gli acerrimi rivali del River Plate, nella quale realizza la rete del momentaneo 1-0 nella finale d’andata alla Bombonera, mentre in quella del ritorno entra nella ripresa sostituendo Dario Benedetto.
Il 9 settembre 2019 il club compra il 100% del cartellino.. Negli anni successivi sotto le guide tecniche di Gustavo Alfaro e Miguel Ángel Russo e dopo l’addio di Dario Benedetto continua ad essere preferito da subentrante piuttosto che da titolare, complici i numerosi infortuni muscolari e qualche chilo di troppo, ma quando gioca è spesso decisivo, realizzando molti gol..Con i gialloblù vince due Primera Division Argentina nel 2018 e nel 2019, la Copa de la Liga Profesional 2020 e la Supercopa Argentina 2018.

#### Prestiti in MLS
Nella stagione 2021 gioca in prestito prima al Minnesota Utd e poi al D.C. United, totalizzando nelle due esperienze 22 presenze e 5 gol.

#### Colon de Santa Fe
Nel 2022 viene acquistato dal Colón (SF)..
Il 22 febbraio debutta con la maglia del “Sabalero” in occasione della vittoria in trasferta per 0-2 contro il Central Córdoba (SdE),subentrando dalla panchina e fornendo un assist per l’1-0 momentaneo al suo compagno di reparto Luis Miguel Rodríguez (calciatore)..
Realizza il primo gol ufficiale con la nuova maglia in Copa Argentina..
Il 12 giugno 2022 segna ai rivali dell’Unión (SF), ma non basta per evitare il pari..

## Palmarès

### Club

#### Competizioni nazionali
- Campionato argentino: 2

Boca Juniors: 2017-2018, 2019-2020
- Supercopa Argentina: 1

Boca Juniors: 2018
- Copa Diego Armando Maradona: 1

Boca Juniors: 2020

### Individuale
- Capocannoniere della Primera B Nacional: 1

2014 (11 reti)